# Gillian Tett

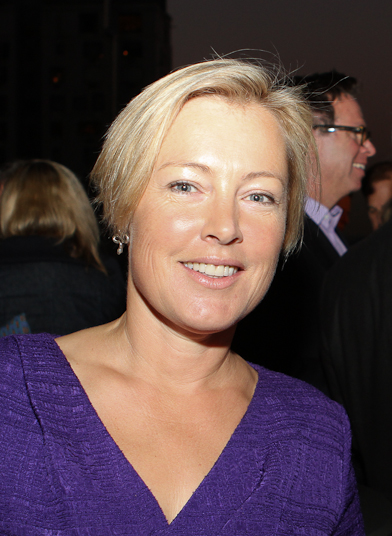
Gillian Tett (2014)

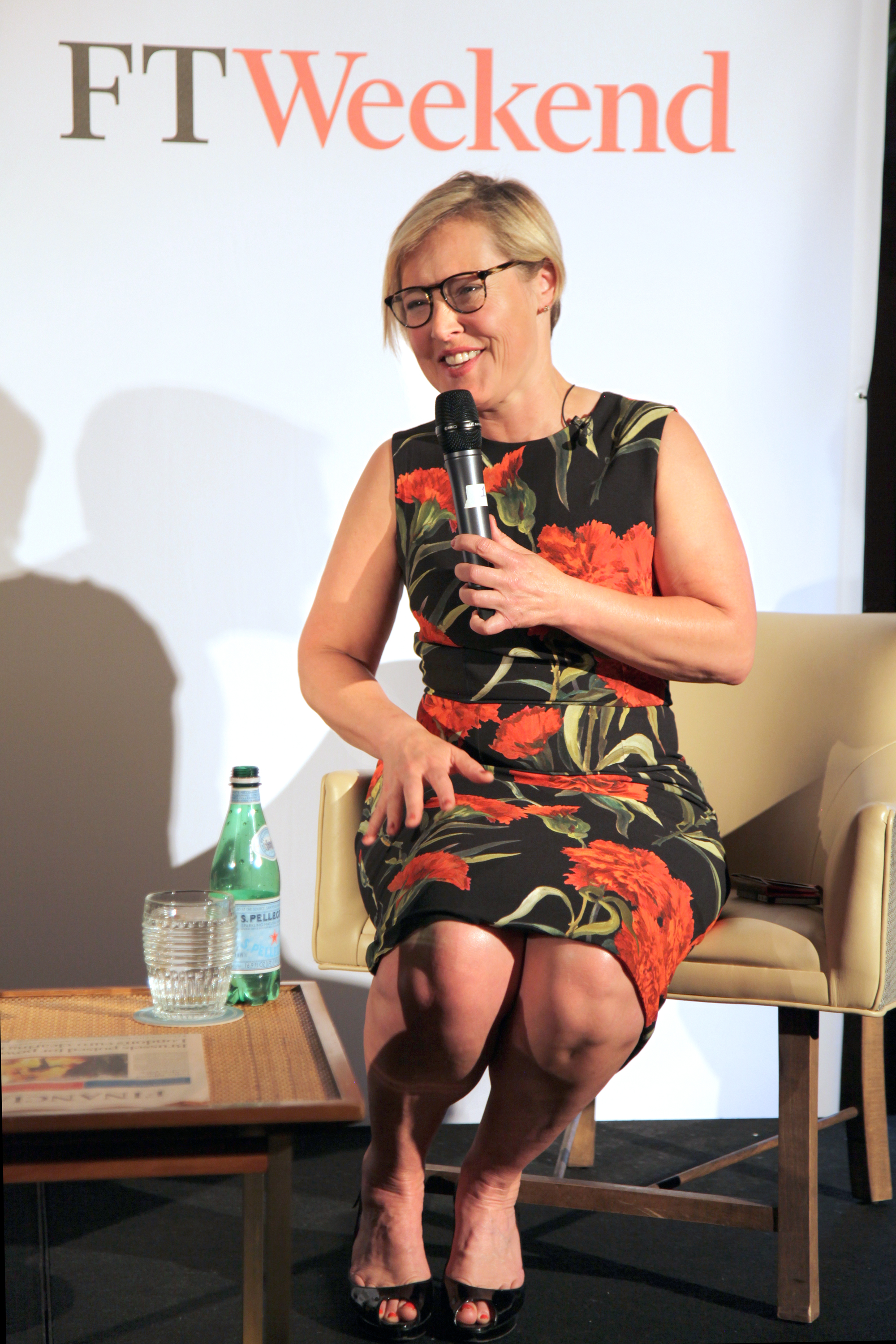
Gillian Tett (2017)

Gillian Tett (* 10. Juli 1967) ist eine britische Wirtschaftsjournalistin und Autorin. Sie ist (im Jahr 2015) U.S. Managing Editor und Kolumnistin für Märkte und Finanzwirtschaft der Financial Times.

## Leben
Tett besuchte die North London Collegiate School im Londoner Bezirk Edgware. Sie studierte am Clare College, University of Cambridge und wurde in Cambridge in Social anthropology über Familienstrukturen in Tadschikistan promoviert, wofür sie Feldforschung betrieb und sich für ein Jahr in einem Dorf unter den Tadschiken aufhielt. Sie gab dann aber die akademische Karriere auf. Tett begann 1993 als Korrespondentin der Financial Times für die Länder der früheren Sowjetunion. 1997 ging sie nach Tokyo, wo sie zur Büroleiterin aufstieg. Über ihren Einsatz in Japan schrieb sie die Untersuchung Saving the Sun, wobei sie das Augenmerk auf die Krise der Long-Term Credit Bank of Japan (LTCB), die traditionelle Handlungsweise deren Manager und auf die Übernahme durch Timothy Collins und die Umwandlung zur Shinsei Bank legte und dabei sozialanthropologische Methoden mit 200 Interviews anwandte. 2003 wurde ihr die Redaktion der „Lex column“ auf der Seite 2 der Financial Times anvertraut. Tett wurde dann im Wechsel „U.S. managing editor“, danach Assistant Editor und Kolumnistin, und dann wieder U.S. Managing Editor.
2005 begann sie mit sozialwissenschaftlichen Methoden die Unternehmenskultur bei der Bank J.P. Morgan zu untersuchen und kam 2006 zu dem Ergebnis, dass bei der Großbank Finanzinstrumente geschaffen wurden, denen jegliche ökonomische Basis fehlte und die schwere ökonomische Verwerfungen verursachen könnten. Sie prognostizierte daher eine Finanzkrise. Den tatsächlichen Ablauf der Finanzkrise untersuchte sie dann 2009 in ihrem Buch Fool’s Gold: How Unrestrained Greed Corrupted a Dream, Shattered Global Markets and Unleashed a Catastrophe. Das Buch wurde vielfach rezensiert und erhielt 2009 den Spear’s Book Award für ein finanzwirtschaftliches Werk der Zeitschrift Spear’s Wealth Management Survey. Tett wirkte 2010 an der Realisierung des Dokumentarfilms Inside Job mit.
Die Website The Daily Beast bezeichnete Tett 2010 als „höchst einflussreiche Journalistin“. An der Columbia University wurde sie in den Beirat für die „Knight–Bagehot Fellowship in Economics and Business Journalism“ berufen. 2015 führte sie ein Interview mit Generalsekretär Ban Ki-moon.
Tett ist Alleinerziehende zweier Töchter. 2015 bezog sie Stellung zu der in den USA geführten Auseinandersetzung über die Bewertung der Vergewaltigungsfälle auf dem Campus von Universitäten, zu den diesbezüglichen Gesetzgebungsinitiativen, und warb für den Film The Hunting Ground und den Song Till It Happens to You von Lady Gaga.

### Auszeichnungen
Tett wurde 2007 von den Wincott Awards als „Senior Financial Journalist of the Year“ geehrt, die British Press Awards machten sie 2008 zur „Business Journalist of the Year“ und 2009 zur „Journalist of the Year“. 2011 erhielt sie eine „President’s Medal“ der British Academy. Im Jahr 2012 wurde ihr Artikel „Madoff spins his story“ von der „Society of American Business Editors and Writers“ (SABEW) als bestes Feature ausgezeichnet. 2014 wurde Tett bei den British Press Awards als „Columnist of the Year“ geehrt.
2013 wurde sie zur Ehrendoktorin des Baruch College der City University of New York ernannt.

## Schriften
- The silo effect : the peril of expertise and the promise of breaking down barriers. Simon & Schuster, New York 2015.
- Fool’s Gold: How Unrestrained Greed Corrupted a Dream, Shattered Global Markets and Unleashed a Catastrophe. Little, Brown, London 2009, ISBN 978-1-4087-0164-5.
  - Fool’s Gold: How the Bold Dreams of a Small Tribe at J.P. Morgan Was Corrupted by Wall Street Greed and Unleashed a Catastrophe. Free Press, New York 2009.
- Saving the Sun: How Wall Street Mavericks Shook Up Japan’s Financial World and Made Billions. HarperBusiness, New York 2003, ISBN 978-0-06-055425-5.
- Ambiguous alliances : marriage and identity in a Muslim village in Soviet Tajikistan. Dissertation University of Cambridge, 1996.